# Ammophila sareptana
Ammophila sareptana là một loài côn trùng cánh màng trong họ Sphecidae, thuộc chi Ammophila. Loài này được Kohl miêu tả khoa học đầu tiên năm 1884.